# Франсоаз Жило
Мари Франсоаз Жило (на френски: Marie Françoise Gilot) е френска художничка, известна с връзката си с Пабло Пикасо, от когото има две деца. Жило е успешен художник, особено в акварелите и керамиката, но професионалната ѝ кариера бива засенчена от светския ѝ статус. Когато тя се разделя с Пикасо, той разубеждава галериите да купуват нейни произведения, и се опитва да блокира и нейните мемоари, Живот с Пикасо, макар и неуспешно.

## Произход и младежки години
Мари Жило е родена на 26 ноември 1921 г. в Ньой сюр Сен, Франция, в семейството на Емил Жило и Мадлен Жило (по баща Рено). Баща ѝ е бизнесмен и агроном, а майка ѝ е художничка, използваща предимно акварел. Баща ѝ е строг и добре образован човек. Жило започва да пише с лявата си ръка като малко дете, но на 4-годишна възраст баща ѝ я принуждава да започне да пише с дясната си ръка. В резултат на това Жило може да борави и с двете си ръце еднакво добре. На 5-годишна възраст решава да стане художничка. На следващата година майка ѝ я започва да я въвежда в изкуството, отначало с акварели и мастило. След това Жило получава уроци от учителката по рисуване на майка си, мадмоазел Меж, в продължение на шест години. Следва английска литература в университета Кеймбридж и Британския институт в Париж (сега Институт на Лондонския университет в Париж). Докато следва за адвокат, Жило пропуска сутрешните си часове по право, за да преследва истинската си страст в живота: изкуството. Завършва Сорбоната с бакалавърска степен по философия през 1938 г. и Кеймбриджкия университет със степен по английски език през 1939 г. Жило прави първата си изложба в Париж през 1943 г.

## Училище
Бащата на Жило, Емил, е искал дъщеря му да бъде също толкова образована колкото него и в резултат на това е наблюдавал процеса по образованието ѝ много внимателно. Жило получава домашно образование, започвайки от ранна възраст и така на шестгодишна тя вече има добри познания по гръцката митология. На четиринадесетгодишна възраст вече чете книги от Едгар Алън По, Чарлз Бодлер и Алфред Джари. Докато баща ѝ се е надявал, че тя ходи на училище, за да стане учен или адвокат, Жило посещава музеите в Европа, за да вникне, разбере повече и оцени великите майстори. Когато е на седемнадесет, тя посещава Сорбоната и Британския институт в Париж и се сдобива с бакалавърска степен по философия. Тя получава и диплома по английска литература от Кеймбриджкия университет. През 1939 г. бащата на Жило все още иска тя да завърши международно право и поради страх, че Париж ще бъде бомбардиран по време на войната, Жило е изпратена в Рен, Франция, за да започне да следва в юридическо училище. На 19-годишна възраст тя изоставя правото, за да посвети живота си на изкуството. Неин ментор е художникът Endre Rozsda. През 1942 г., след като няколко пъти изоставя правото, но се връща по настояване на баща си, Жило учи право за втора година и полага писмени изпити, които взима, но се проваля на устните.

## Пикасо
На 21 години Жило се среща с Пабло Пикасо, който тогава е на 61 години. Пикасо за първи път вижда Жило в ресторант през пролетта на 1943 г. Дора Маар, фотографката, която е била негова муза и любовница по това време, е съкрушена, когато научава, че Пикасо я заменя с много по-младата художничка. След срещата на Пикасо и Жило, тя се премества при него през 1946 г. Те прекарват почти десет години заедно и всички тези години се въртят около изкуството. Той рисува La femme-fleur, тогава старият му приятел Матис, който харесва Жило, обявява, че ще създаде неин портрет, в който тялото ѝ ще бъде бледосиньо, а косата ѝ зелена.
Някои историци смятат, че връзката на Жило с Пикасо е причината за прекъсването на артистичната и кариера. Когато Жило напуска Пикасо, той казва на всичките си познати търговци на произведения на изкуството, да не купуват нейните произведения, а самата Жило също отбеляза, че продължаването на идентифицирането ѝ във връзка с Пикасо „ѝ прави лоша услуга като художник“.
Пикасо и Жило никога не се женят, но имат две деца заедно, тъй като той обещава да ги обича и да се грижи за тях. Синът им, Клод, е роден през 1947 г., а дъщеря им, Палома, е родена през 1949 г. През десетте им години заедно Жило често е тормозена по улиците на Париж от законната съпруга на Пикасо Олга Хохлова, бивша руска балетна танцьорка, а и самият Пикасо също я малтретира физически. През 1964 г., единадесет години след раздялата им, Жило написва Живот с Пикасо (заедно с изкуствоведа Карлтън Лейк), книга, която продава над един милион копия на десетки езици, въпреки съдебното оспорване от страна на Пикасо, който се опитва да спре публикуването ѝ. От този момент нататък Пикасо отказва да види отново Клод или Палома. Всички печалби от книгата са използвани, за да помогнат на Клод и Палома да започнат дело, за да бъдат припознати като законни наследници на Пикасо.

## Творчество
Франсоаз Жило се среща с изкуството в ранна възраст покрай майка си и баба си. Баба ѝ организира парти, когато Франсоаз е била на около пет години. Определен мъж привлича вниманието на Жило, и намирайки го за интересен и тя пита баба си кой е мъжът. Оказва се, че е художникът Емил Мере. Бащата на Жило става близък приятел с художника и Франсоаз често посещава ателието му. На шест години майката на Франсоаз започва да и преподава различни видове изкуство, с изключение на графично рисуване. Майка ѝ вярва, че художниците стават твърде зависими от гумичките и вместо това учи Франсоаз на акварел и индийско мастило. Ако направи грешка, трябва да я вкара като умишлен елемент в работата си. На тринадесетгодишна възраст тя започва да учи с Mlle. Meuge, което обучение продължава шест години. На четиринадесетгодишна възраст тя се запознава с изкуството на керамиката, а година по-късно учи при пост-импресиониста Жак Бердели. На 21 години тя се запознава с Пикасо. Въпреки че Пикасо е повлиял на работата на Франсоаз Жило като художник-кубист, тя развива свой собствен стил. Избягва острите ръбове и ъгловатите форми, които Пикасо понякога използва. Вместо това тя използва органични фигури. По време на войната бащата на Жило се опитва да спаси най-ценните вещи от дома, като ги премества, но камионът, в който са натоварени, е бомбардиран от германците, което води до загубата на рисунките и акварелите на Жило.
Статутът ѝ на художник и стойността на работата ѝ нарастват през годините. През 2021 г. нейната картина Paloma à la Guitare, портрет на дъщеря ѝ от 1965 г., е продадена за 1,3 милиона долара в Sotheby's в Лондон. Към януари 2022 г. произведенията ѝ са изложени в множество водещи музеи, включително Музея на изкуствата „Метрополитън“, Музея на модерното изкуство и Центъра „Помпиду“ в Париж.

## Личен живот
От 1943 до 1953 г. Жило е любовница и артистична муза на Пабло Пикасо, от когото има две деца, Клод и Палома.
Жило се жени за художника Люк Симон през 1955 г. На следващата година се ражда дъщеря им Аурелия. Двойката се развежда през 1962 г.
През 1969 г. Жило е представена на американския пионер на полиомиелитната ваксина Jonas Salk  в дома на общи приятели в La Jolla, Калифорния. Споделената им любов към архитектурата довежда до кратко ухажване и сватба през следващата 1970 г. в Париж. По време на брака им, който продължава до смъртта на Сълк през 1995 г., двойката живее разделена през половината от всяка година, докато Жило продължаваше да рисува в Ню Йорк, Ла Джола и Париж.
През 80-те и 90-те години Жило проектира костюми, сценични декори и маски за продукции в Guggenheim в Ню Йорк. Тя е наградена с Ордена на Почетния легион през 1990 г.
През 1973 г. Жило е назначена за художествен директор на научното списание Virginia Woolf Quarterly . През 1976 г. става член на борда на катедрата по изящни изкуства в Университета на Южна Калифорния, където преподава летни курсове и поема организационни отговорности до 1983 г. 
Жило разделя времето си между Ню Йорк и Париж, работейки от името на Salk Institute, продължавайки да излага и работата си на междунардната сцена.
През 2010 г. Жило е удостоена с ордена на Почетния легион, най-високото отличие на френското правителство в областта на изкуствата.
През август 2018 г. Жило издава три скицника, които документират пътуването, по време на което е живяла във Венеция, Индия и Сенегал.

## В популярната култура
Жило се играе от Наташа Макелоун във филма от 1996 г. Да устоиш на Пикасо и от Clémence Poésy във втори сезон на сериала Геният от 2018 г., който се фокусира върху живота и изкуството на Пикасо.

## Външни връзки
- Официален сайт
- Франсоаз Жило в  Internet Movie Database
- Françoise Gilot: Studio visit, TateShots, 19 December 2013
- "Picasso and Francoise Gilot: Paris-Vallauris, 1943 – 1953", Charlie Rose, 17 May 2012
- "An hour with French painter Francoise Gilot", Charlie Rose, 13 February 1998
- Françoise Gilot Collection at the Harry Ransom Center
- Francoise Gilot (1921–)
- Françoise Gilot в Artnet

|  | Тази страница частично или изцяло представлява превод на страницата Françoise Gilot в Уикипедия на английски. Оригиналният текст, както и този превод, са защитени от Лиценза „Криейтив Комънс – Признание – Споделяне на споделеното“, а за съдържание, създадено преди юни 2009 година – от Лиценза за свободна документация на ГНУ. Прегледайте историята на редакциите на оригиналната страница, както и на преводната страница, за да видите списъка на съавторите. ВАЖНО: Този шаблон се отнася единствено до авторските права върху съдържанието на статията. Добавянето му не отменя изискването да се посочват конкретни източници на твърденията, които да бъдат благонадеждни. |